# الدعاية السوداء
الدعاية السوداء هي شكل من أشكال الدعاية التي تهدف إلى خلق الانطباع بأنها من صنع أولئك الذين من المفترض أن تشوَّه سمعتهم. تتناقض الدعاية السوداء مع الدعاية الرمادية التي لا تحدد مصدرها، والدعاية البيضاء التي لا تخفي أصولها على الإطلاق. عادة ما تستخدم الدعاية السوداء من أجل تشويه سمعة العدو أو إحراجه من خلال تحريف الحقائق.
يُعد عدم إدراك الجمهور بوجود شخص ما يؤثر عليهم السمة الرئيسية للدعاية السوداء، بالإضافة إلى أنهم لا يشعرون بأنهم مدفوعون في اتجاه معين. تزعم الدعاية السوداء أنها تنبع من مصدر آخر غير المصدر الحقيقي. يرتبط هذا النوع من الدعاية بعمليات نفسية سرية. في بعض الأحيان، يُخفى المصدر أو يُنسب إلى مصدر في سلطة كاذبة ثم ينشر الأكاذيب والافتراءات والخداع. الدعاية السوداء هي (الكذبة الكبرى)، بما في ذلك جميع أنواع الخداع الإبداعي. تعتمد الدعاية السوداء على استعداد المتلقي لقبول مصداقية المصدر. إذا كان منشئو أو مرسلو رسالة الدعاية السوداء لا يفهمون بشكل كاف جمهورهم المقصود، فقد يُساء فهم الرسالة أو تبدو مشبوهة أو قد تفشل في تحقيق غايتها تمامًا.
تقوم الحكومات بدعاية سوداء لأسباب عدة تشمل: أ) إخفاء مشاركتها المباشرة، قد يكون من المرجح أن تنجح الحكومة في إقناع الجمهور المستهدف بشيء معين، و ب) هناك أسباب دبلوماسية وراء استخدام الدعاية السوداء. الدعاية السوداء ضرورية للتعتيم على تورط الحكومة في الأنشطة التي قد تكون ضارة بسياساتها الخارجية.

## في الثورة الأمريكية
أنشأ بنجامين فرانكلين ووزع ملحقًا مزيفًا لصحيفة بوسطن يتضمن رسائل عن الفظائع الهندية ومعاملة السجناء الأمريكيين.

## في الحرب العالمية الثانية

### بريطانيا

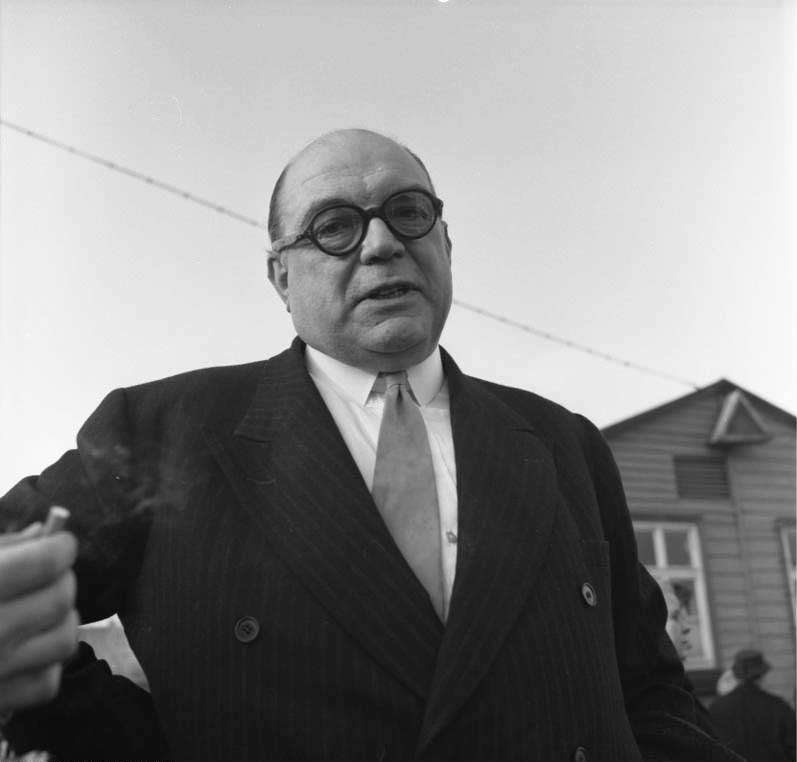
سوفتن ديلمر 1958

في المملكة المتحدة، شغّل الجهاز التنفيذي للحرب السياسية عدد من المحطات الإذاعية الدعائية السوداء. كانت قناة غوستاف سيغفريد آينز (جي إس 1)  واحدة من أولى المحطات من هذا القبيل -تدعي أنها محطة ألمانية سرية. وزعم المتحدث باسم دير شيف أنه متطرف نازي متهمًا أدولف هتلر وأتباعه بالتساهل. ركزت المحطة على الفساد المزعوم والمخالفات الجنسية لأعضاء الحزب النازي.
مثال آخر هو محطة الإذاعة البريطانية سولداتنسندر كاليه، التي يُزعم أنها محطة إذاعية للفيرماخت. بتوجيه من سيفتون ديلمر، الصحفي البريطاني الذي تحدث الألمانية المثالية من برلين، سولداتنسندر كاليه ومحطة الموجات القصيرة المرتبطة بها (بث الموسيقى، أحدث النتائج الرياضية، خطابات أدولف هتلر (في الخلفية)  بالإضافة إلى الدعايات الخفية.
كان راديو دويتشلاند محطة إذاعية أخرى استخدمها البريطانيون خلال الحرب تهدف إلى تقويض الروح المعنوية الألمانية وخلق توترات من شأنها تعطيل المجهود الحربي الألماني في نهاية المطاف. بُثت المحطة على تردد قريب من الاتصال الهاتفي اللاسلكي لمحطة ألمانية فعلية. خلال الحرب، اعتقد معظم الألمان أن هذه المحطة كانت في الواقع محطة إذاعية ألمانية، بل إنها اكتسبت اعترافًا برئيس الدعاية الألماني يوزف غوبلز.

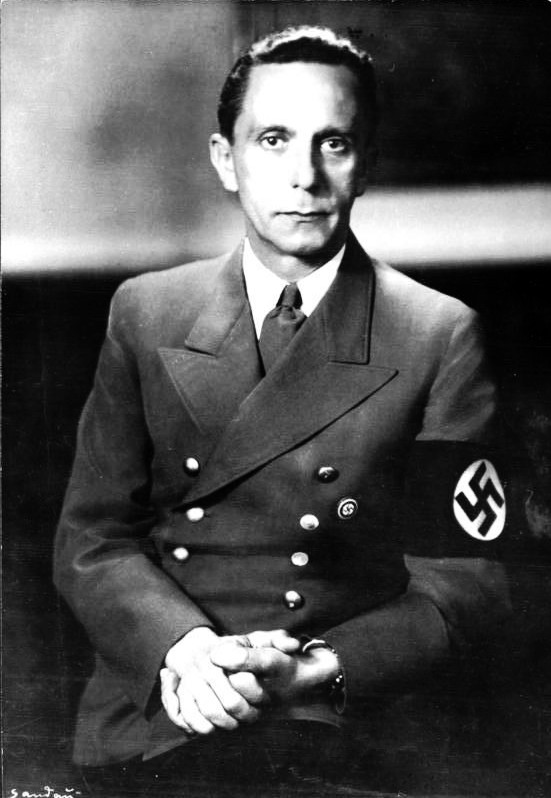
جوبلز، صورة من الأرشيف الفيدرالي الألماني

كانت هناك محطات إذاعية دعائية بريطانية سوداء في معظم لغات أوروبا المحتلة بالإضافة إلى الألمانية والإيطالية. كان معظم هؤلاء متمركزين في المنطقة المحيطة بليتشلي بارك ووبورن أبي في باكينجهامشير وبيدفوردشاير على التوالي.
مثال آخر محتمل كان شائعة عن محاولة ألمانية للهبوط على الشواطئ البريطانية في شارع شينجل، لكنها انتهت بعدد كبير من الضحايا الألمان. جاء ذلك في الصحافة الأمريكية وفي مذكرات وليام ل. شيرير في برلين ولكنه رُفض رسميًا. أعلنت الصحف البريطانية -التي رفعت عنها السرية في عام 1993- أن هذا كان مثالًا ناجحًا للدعاية البريطانية السوداء من أجل تعزيز الروح المعنوية في المملكة المتحدة والولايات المتحدة وأوروبا المحتلة.
اقترح المؤلف جيمس هايوارد أن الشائعات، المتداولة على نطاق واسع في الصحافة الأمريكية كانت نموذجًا هندسيًا ناجحًا للدعاية السوداء بهدف ضمان التعاون الأمريكي وتأمين موارد الإيجار من خلال إظهار أن المملكة المتحدة كانت قادرة على النجاح. مقاومة قوة الجيش الألماني.
تقدم مسرحية دافيد هاري: ليكينغ هيتلر، رواية خيالية تستند إلى جهود الدعاية البريطانية السوداء في الحرب العالمية الثانية.

### ألمانيا النازية
عادة ما استفادت الدعاية الألمانية السوداء من العنصرية الأوروبية ومعاداة الشيوعية. على سبيل المثال: في ليلة 27 أبريل 1944، ألقت الطائرات الألمانية تحت جنح الظلام (ربما كانت تحمل علامات مزيفة لسلاح الجو الملكي) منشورات دعائية على الدنمارك المحتلة. استخدمت هذه المنشورات عنوان فريدسبوستن، وهي صحيفة دنماركية حقيقية سرية، وادعت أن ساعة التحرير تقترب. لقد أصدروا تعليمات إلى الدنماركيين بقبول احتلال روسي أو جنود أمريكيين زنوج مدربين تدريبًا خاصًا حتى تنتهي الاضطرابات الأولى الناتجة عن العمليات العسكرية.
قامت منظمة بيرو-كونكورديا الألمانية بتشغيل العديد من المحطات الإذاعية الدعائية السوداء (العديد منها تظاهر بالبث بشكل غير قانوني من داخل البلدان التي استهدفتها).

### المسرح الهادئ
كان نصب تاناكا التذكاري وثيقة تصف خطة يابانية للغزو العالمي، بدءًا من غزو الصين. يعتقد معظم المؤرخين الآن أنه كان تزويرًا.
وزعت الرسالة التالية في منشورات دعائية سوداء أسقطها اليابانيون على الفلبين في الحرب العالمية الثانية. صمم من أجل قلب الفلبينيين ضد الولايات المتحدة:[بحاجة لمصدر]
الحماية من الأمراض التناسلية
في الآونة الأخيرة، كانت هناك زيادة كبيرة في عدد الأمراض التناسلية بين ضباطنا ورجالنا بسبب الاتصالات الغزيرة مع النساء الفلبينيات المشكوك في طابعها.
بسبب الأوقات الصعبة والظروف السيئة الناجمة عن الاحتلال الياباني للجزر، كانت النساء الفلبينيات على استعداد لتقديم أنفسهن مقابل كمية صغيرة من المواد الغذائية. يُنصح في مثل هذه الحالات باتخاذ تدابير وقائية كاملة باستخدام الواقي الذكري والأدوية الوقائية وما إلى ذلك؛ من الأفضل أن تمارس الجنس فقط مع الزوجات أو العذارى أو النساء ذوات الشخصية المحترمة.
علاوة على ذلك، نظرًا للزيادة في الميول المؤيدة لأمريكا، فإن العديد من النساء الفلبينيات أكثر استعدادًا لتقديم أنفسهن للجنود الأمريكيين، ولأن الفلبينيين ليس لديهم معرفة بالنظافة، فإن حاملي الأمراض متفشون ويجب توخي العناية الواجبة.

-        الجيش الأمريكي

## الدعاية السوداءللاتحاد السوفييتيخلالالحرب الباردة
قبل وأثناء الحرب الباردة، استخدم الاتحاد السوفيتي معلومات مضللة في مناسبات متعددة. علاوة على ذلك، استخدمت هذه التقنية خلال أزمة الرهائن الإيرانيين التي حدثت من عام 1979 حتى عام 1981. ولأغراض سياسية بحتة، ومن أجل إظهار الدعم للرهائن، انتقد الدبلوماسيون السوفييت في الأمم المتحدة صراحة أخذ الرهائن. وفي الوقت نفسه، أطلقت المحطات الإذاعية السوفيتية (السوداء) داخل إيران والتي تسمى صوت إيران الوطني، وبثت دعمًا قويًا لآخذي الرهائن في محاولة لزيادة المشاعر المعادية لأمريكا داخل إيران. كان هذا استخدامًا واضحًا للدعاية السوداء لجعل البرامج الإذاعية المعادية لأمريكا تبدو وكأنها صادرة من مصادر إيرانية.
طوال فترة الحرب الباردة، استخدم الاتحاد السوفيتي بشكل فعال قوات أمن الدولة التابعة للمديرية الرئيسية الأولى من أجل القيام بإجراءات سرية أو سوداء نشطة. كانت الخدمة (أ) مسؤولة عن الحملات السرية التي استهدفت الحكومات الأجنبية والسكان العامين، فضلًا عن التأثير على الأفراد والجماعات المعينة التي كانت معادية للحكومة السوفييتية وسياساتها. نفذت غالبية عملياتهم في الواقع من قبل عناصر ومديريات أخرى في لجنة أمن الدولة. نتيجة لذلك، كانت المديرية الأولى هي المسؤولة في النهاية عن إنتاج عمليات الدعاية السوفيتية السوداء.
بحلول الثمانينيات، تألفت الخدمة (أ) من نحو 120 ضابطًا تتنوع مسؤولياتهم من مواضع إعلامية سرية، ووسائل إعلام خاضعة للرقابة لتقديم معلومات مُصنَّعة بعناية ومعلومات مضللة وشعارات في مناطق مثل الحكومة والإعلام والدين في البلدان المستهدفة، وهي بالتحديد الولايات المتحدة. ولأن تدخلات كل من الاتحاد السوفييتي وقوات أمن الدولة، لم يعترف بها وأُخفيت عمدًا، فإن هذه العمليات مصنفة على أنها شكل من أشكال الدعاية السوداء. زادت أنشطة الخدمة (أ) بشكل كبير خلال فترة الثمانينيات وحتى أوائل التسعينيات من القرن الماضي، ويفترض أن الحكومة السوفيتية حاربت للحفاظ على السيطرة خلال فترة تراجع الحرب الباردة.